# 陳王廷
陳 王廷（ちん おうてい、生没年不詳、1600年頃 - 1680年頃）陳式太極拳の創始者である。字名を奏庭。陳家溝陳氏第九世、河南省温県陳家溝の人。明末の武庠生。清初の文庠生。文武双全の誉れあり。

## 人物・経歴
明末崇幀五年（1632年）「郷兵守備」に任ぜられる。李際遇の登封の叛乱に際して武功を収め、また、山東において清朝のために盗賊、匪賊を平定し、山東、河南において盛名を負い、清朝に重く用いられた。
引退後、家郷に帰り、忙しい時は田畑を耕し、暇をみては読書にいそしみ、合間に拳を練った。
祖伝の一百八勢長拳を元に、戚継光の『紀效新書』本文十八巻の一つである「拳經三十二勢」長拳をはじめ各家の拳法の清華を採用し、伝統的中国医学の経絡学説、道家の「黄庭經」の導引吐納術を取り入れ、易学上の陰陽五行説の道理に結合し、工夫を加え陰陽相合、剛柔相済の陳式太極拳を編み出した。
制定した套路は、洪砲捶百八拳、五套捶、陳式長拳、十五洪、十五砲の五種。以後、世々孫々、伝えて今に至る。

## 蒋発との出会い
陳王廷の晩年の造拳に際して武林の高手、蒋発の存在を抜きにしては語れない。蒋発は李際遇の叛乱武将であった。武芸に精通し、飛ぶが如き快脚を持っていて、百歩で兎を捕まえた。李際遇の叛乱の鎮圧後、蒋発は落ち延び陳王廷に投降した。以後、陳王廷を友とも師ともし、自らは従僕とも生徒とも甘んじ、その関係は甚だ緊密であった。陳王廷の造拳の際には切磋琢磨する相手となり実践の中で点検し不断に修正を加えることが出来た。